# Ruta Estatal de California 38
La Ruta Estatal de California 38, y abreviada SR 38 (en inglés: Ruta Estatal de California 38) es una carretera estatal estadounidense ubicada en el estado de California. La carretera inicia en el Oeste desde la I 10     en Redlands hacia el Este en la SR 18     en Big Bear City. La carretera tiene una longitud de 94,9 km (59 mi).

## Mantenimiento
Al igual que las autopistas interestatales, y las rutas federales y el resto de carreteras estatales, la Ruta Estatal de California 38 es administrada y mantenida por el Departamento de Transporte de California por sus siglas en inglés Caltrans.

## Cruces
| Localidad | Miliario    | Destinos                                                           | Notas                            |
| --- | ----------- | ------------------------------------------------------------------ | -------------------------------- |
| Redlands | 0.00        | Orange Street                                                      | Continuación más allá de la I-10 |
| Redlands | 0.00        | I 10 – Indio, Los Ángeles                                          | Interchange                      |
| Redlands | 0.57        | Orange Street, Lugonia Avenue                                      |                                  |
| | 8.53        | Bryant Street – Yucaipa, Oak Glen                                  |                                  |
| Big Bear City | 48.16       | Shay Road, Greenspot Road                                          |                                  |
| Big Bear City | 49.52 53.92 | SR 18 sur (Big Bear Boulevard) / Green Way Drive – Big Bear Lake   | Extremo oeste de la SR 18        |
| Big Bear City | 54.54 49.53 | SR 18 norte (North Shore Drive) / Green Way Drive – Lucerne Valley | Extremo este de la SR 18         |
| Big Bear Dam | 59.40       | SR 18                                                              |                                  |
| 1.000 mi = 1.609 km; 1.000 km = 0.621 mi Cerrada/Antigua • Terminal concurrente • Acceso incompleto • Propuesta/Sin abrir |             |                                                                    |                                  |

1. 1 2  Indica que el miliario representa la distancia a lo largo de la SR 18 y no la de la SR 38.